# Afonso Domingues

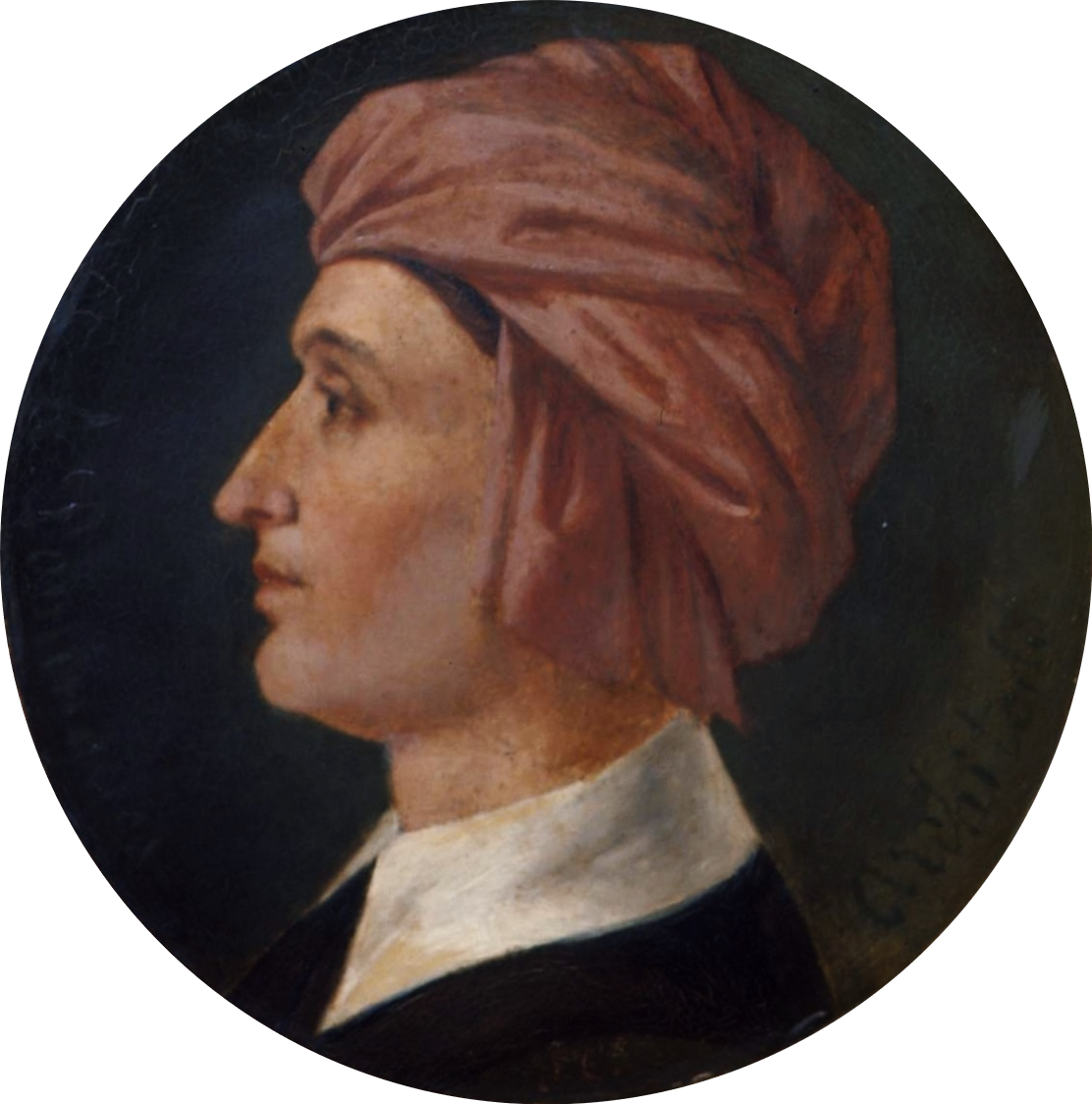
retrato de Alfonso Domingues

Afonso Domingues (c.1330-1402) fue un arquitecto portugués nacido en Lisboa. A él se debe el trazado original del Mosteiro da Batalha, habiendo dirigido las obras desde 1388 hasta 1402.
Debido a que las obras se prolongaron durante siglo y medio, el monasterio sufrió influencias de varios maestros y de varios estilos arquitectónicos. De la autoría del maestro Afonso Domingues son el Claustro Real y la Sala do Capítulo.
Alexandre Herculano se inspiró en su figura al escribir A Abóbada, dentro de las Lendas e Narrativas.
- Datos: Q383413
- Multimedia: Afonso Domingues / Q383413